# 桃下沙良
桃下 沙良（ももした さら、1982年6月9日 - ）は、日本の元AV女優。
身長:161cm。スリーサイズ:B87(D-65)・W60・H88。血液型:A型。

## 略歴
2003年4月にAVデビュー。
短期間の活動で引退。

## 出演出演

### アダルトビデオ
- 発情ピーチ （2003年4月30日、アトラス） ※デビュー作
- in my Room （2003年5月23日、アトラス）
- 桃下沙良FREAK （2003年7月18日、アトラス） ※総集編、撮り下ろし部分あり